# Corpse Princess
Shikabane Hime (яп. 屍姫 Сикабанэ Химэ, Принцесса Немёртвых) — японская манга, автором и иллюстратором которой является Ёсиити Акахито. Впервые начала публиковаться в журнале  Monthly Shōnen Gangan 12 апреля 2005 года.
На основе сюжета манги совместно студиями Feel и Gainax были выпущены аниме-сериалы. Первый сезон Ака (яп. 赫 Красный) транслировался по телеканалу AT-X со 2 октября по 28 декабря 2008 года. Второй сезон под названием Куро (яп. 玄 Чёрный) — с 1 января по 26 марта 2009 года.
Аниме-сериал был лицензирован компанией Funimation Entertainment для показа на территории США и транслировался по американскому телеканалу FUNimation Channel с 15 ноября 2010 года.

## Сюжет
После смерти Макина Хосимура становится «принцессой нежити» и оказывается связана контрактом с живым человеком, буддистом по имени Кэйсэй. Для того, чтобы упокоить душу и попасть в рай, ей нужно убить 108 ходячих мертвецов (нежить). Простая нежить — это живые мертвецы, воскресшие благодаря сильным эмоциям, которые испытывали перед смертью. Они принимают облик чудовища, теряют рассудок и пытаются осуществить своё предсмертное желание, попутно убивая других людей. Единственные, кто может их уничтожить, — это принцессы нежити.
Ори Кагами, неродной брат Кэйсэя, стал свидетелем того, как нежить убивает людей, и из-за своего любопытства был втянут в войну между людьми и нежитью.

## Список персонажей
Макина Хосимура (яп. 星村 眞姫那 Хосимура Макина)
Сэйю: Нана Акияма
Главная героиня и принцесса нежити. Использует в качестве оружия MAC-11. При жизни её семья занималась экзорцизмом, и ей принадлежал храм, однако после того, как группа «Большая Медведица» уничтожила храм и всю её семью, Макина воскресает как нежить. Её запечатывают монахи, после чего Макина заключает контракт с Кэйсэем, другом детства. Главная цель Макины — уничтожение всех членов «Большой медведицы». После смерти Кэйсэя она заключает контракт с Ори, но долгое время не принимает энергию от него и поэтому временно превращается в нежить.
Ори Кагами (яп. 花神 旺里 Кагами О:ри)
Сэйю: Тацуя Хасомэ
Главный герой и сирота. Его в 3 года подобрал Кэйсэй, и Ори тогда не умел говорить и что либо делать, был антисоциальным и напуганным. В детстве у Ори была кошка, за которой он ухаживал долгое время, но её раздавила насмерть машина. После того, как он заключает контракт с Макиной, его тело очень сильно калечилось, когда та черпала силу из него, так как Ори не проходил соответствующих тренировок. Позже использует в качестве оружия посох Кэйсэя, овладев техникой «дзадан». За парнем всё время следует таинственная кошка, которую могут видеть лишь принцессы нежити и сильные монахи. Позже выясняется, что Ори родился нежитью. Его мать, будучи беременной, попала под машину, в результате чего стала нежитью, и, так как её сильнейшим желанием было подержать в руках ребёнка, она стала похищать десятки детей, убивая их, сама же не замечая новорожденного Ори. Сами дети стали частью души Ори и принимали облик кошки в нужный момент. Когда Ори соединился с ними, он превратился в огромное чёрное существо, но позже вернулся в человеческую форму.
Кэйсэй Тагами (яп. 田神 景世 Тагами Кэйсэй)
Сэйю: Кэйдзи Фудзивара
Буддистский священник и сильный экзорцист. Когда-то подобрал Ори и усыновил его. Между ними существует особая связь, как между братьями или лучшими друзьями. Кэйсэй сам был сиротой, его вырастил отец Макины. После того, как семью Макины уничтожили, Кэйсэй согласился заключить контракт с Макиной, сделав её принцессой нежити. Обожает собирать фигурки и постеры аниме-сериалов, обладает хорошим чувством юмора. Был убит в конце первого сезона и перед самой смертью передал контракт Ори.
Чёрная кошка (яп. 黒猫 Куронэко)
Сэйю: Юй Хориэ
Таинственная говорящая кошка, которая следует за Ори, даёт ему советы и предостерегает. Её могут видеть только сам Ори и принцессы нежити. Сначала предполагалось, что это кошка является той самой кошкой, за которой долгое время ухаживал маленький Ори, и та после смерти стала животным-нежитью. Позже выясняется, что это души всех детей, которых когда-то убила мать Ори, принявшие облик кошки и связанные с его душой. На самом деле они ненавидели Ори, и долгое время следили за ним, чтобы узнать, станет ли он хорошим человеком, и в противном случае «пожрать».
Саки Амасэ (яп. 天瀬 早季 Амасэ Саки)
Сэйю: Мика Кикути
Молодая девушка, принцесса нежити и партнёр Рики. Умерла в 10 лет. Очень энергичная и позитивная. В качестве оружия использует гигантскую золотую кувалду.
Ицуки Ямагами (яп. 山神 異月 Ямагами Ицуки)
Сэйю: Тисэ Накамура
Принцесса нежити и партнёр Такамасы. Погибла в автомобильной катастрофе. Заключила контракт с Такамасой, так как думала, что он сильнейший монах и поможет ей попасть в рай быстрее. Позже между ними развиваются романтические отношения несмотря на то, что это строго запрещено, однако во время сражения Ицуки временно стала простой нежитью и смертельно ранила Такамасу. После этого между ними остались исключительно партнёрские отношения.
Минаи Руо (яп. 瑠翁 水薙生 Руо Минаи)
Сэйю: Юка Хирата
Принцесса нежити и партнёр Исаки. При жизни над ней издевался муж, чувствуя слабость Минаи, и та в отчаяние убила его и позже покончила с собой. Превратившись в нежить, заключила контракт с Исаки. Тот поначалу обращался с ней очень грубо, и по этой причине между ними не устанавливался контакт. После убийства Исаки она становится нежитью, но не ведёт себя агрессивно. Несмотря на то, что Садахиро для её спасения предлагает ей заключить контракт с Ори, она предпочитает сохранить контракт с погибшим Исаки. В результате, Садахиро был вынужден её убить.
Сюдзи Исаки (яп. 伊佐木 修二 Исаки Сю:дзи)
Сэйю: Томокадзу Сугита
Монах, заключивший контракт с Минаи, очень жестокий и в частности относится к Минаи как к монстру и инструменту. Его старший брат стал очень влиятельным в обществе монахов, так как льстил родителям и родственникам, в то время как Сюдзи предпочитал всё делать честно. Однажды обманул Минаи, сказав, что его брат — нежить, чтобы та его убила. Однако покушение закончилось неудачей. Был убит группой подростков, загнавших его в угол. Превратился в нежить, так как всю жизнь мечтал получить более высокий статус монаха.
Хокуто (яп. 北斗 Хокуто)
Сэйю: Тика Фудзимура
Самая опасная их всей нежити, так как пробыла ей много веков. В отличие от другой нежити она не испытывает никаких эмоций, так как при жизни не испытала ни радости, ни печали, потому что была рождена, чтобы быть принесённой в жертву богам, и прожила одинокой взаперти. Превратилась в нежить сразу после смерти. Она любит исследовать людей и затем убивать их. Акася Сисидо хватает её, чтобы заключить контракт. После заключения у Хокуто исчезают так называемые «невинность и невежество», она начинает сражаться не колеблясь. После того, как Сисидо связь с Хокуто исчезает, она разрывает его на части.
Хадзама (яп. 狭間 Хадзама)
Сэйю: Тору Окава
На первый взгляд кажется лидером «Большой медведицы», но на самом деле является правой рукой Хокуто. Вместо рук у него гигантские многоножки. Также единственный из известной нежити, кто сохраняет здравый рассудок и мышление.
Тоя (яп. 頭屋 То:я)
Сэйю: Сумирэ Морохоси
Выглядит, как существо, состоящее из шаров. На самом деле это маленькая девочка, которая прячется внутри костюма. Она убивает жертв, внушая им, что нет ничего лучше, чем смерть во время счастья. Тоя обтягивает жертву нитью воздушного шара, жертва впадает в состояние эйфории, и шар, летающий над ней, наполняется так называемым счастьем, а переполнившись, превращается в монстра и пожирает человека. Позже выясняется, что при жизни семья Тои еле сводила концы к концами и решила однажды поехать на аттракционы. Тоя впервые в жизни почувствовала себя счастливой, но в парке смертельно отравилась, даже не осознав, что умерла.
Акася Сисидо (яп. 鹿堂赤紗 Сисидо: Акася)
Сэйю: Мицуру Миямото
Монах-отступник, служит группе нежити «Большой медведицы». В молодости был одним из лучших учеников-монахов и другом Кэйсэя, но был изгнан за то, что убил свою принцессу нежити (однажды воскресил свою возлюбленную как принцессу нежити, но та после того, как убила 108 нежитей, вместо того, чтобы попасть в рай, сама превратилась в простую нежить и чуть не убила Сисидо. Тот был вынужден убить её). После этого возненавидел общество монахов за то, что те всё это время лгали про рай для своих целей, и поклялся уничтожить их всех. Позже заключает контракт с Хокуто, но после того, как между ними разрывается связь, она разрывает его тело на мелкие кусочки.

## Манга
Манга, автором и иллюстратором которой является Ёсиити Акахито, начала публиковаться в журнале Monthly Shōnen Gangan 12 апреля 2005 года. Манга была собрана в 23 томах издательством Square Enix.  Первый том был выпущен 22 августа 2005 года, последний — 22 ноября 2014 года.

## Аниме
На основе сюжета манги совместно студиями Feel и Gainax были выпущены аниме-сериалы. Первый сезон Ака (яп. 赫 Красный) транслировался по телеканалу AT-X со 2 октября по 28 декабря 2008 года. Серии аниме также транслировались по телеканалам BS11, Chiba TV, KBS Kyoto, Sun TV, Tokyo MX, TV Aichi, TV Kanagawa и TV Saitama. Песни в открывающей и закрывающей заставках — Beautiful fighter и My story, были исполнены рок-группой Angela и официально выпущены синглом 12 ноября 2008 года.
Аниме-сериал был лицензирован компанией Funimation Entertainment для показа на территории США под названием Shikabane Hime, сначала первые 13 серий аниме с английскими субтитрами были свободно опубликованы на сайтах YouTube, Joost и Hulu.com а также были доступны для бесплатного скачивания в высоком качестве на сайте Funimation. Компания заявила, что таким способом способствует наиболее либеральной борьбе с интернет-пиратством; Гэн Фукунага, президент компании, также отметил, что на момент подписания соглашения на лицензию аниме, все серии были доступны на английских пиратских сайтах для нелегального скачивания.
Второй сезон под названием Куро (яп. 玄 Чёрный) транслировался в Японии с 1 января по 26 марта 2009 года. Последняя, 13-я серия была выпущена только в DVD издании, в августе 2009 года.

## Критика
Представитель сайта Anime News Network Карл Кимлингер отметил, что аниме-сериал наполнен жуткой атмосферой, которая концентрируется на главной героине, чья история и судьба переполнена печалью. Сам же сюжет сериала увлекателен, отношения между героями переполнены противоречиями.

## Список серий аниме
Первый сезон
| #  | Название                                                                                   | Дата выхода      |
| -- | ------------------------------------------------------------------------------------------ | ---------------- |
| 01 | The Dead Dance «Shi ga Mau» (死が舞う)                                                     | 2 октября, 2008  |
| 02 | The Game Continues «Yūgi no Tsuzuki» (遊戯のつづき)                                        | 16 октября, 2008 |
| 03 | Voice of Night «Yoru no Koe» (夜の声)                                                      | 19 октября, 2008 |
| 04 | Hymn of Tragedy «Sanbika» (惨美歌)                                                         | 23 октября, 2008 |
| 05 | Traitor Monk «Haishinsō» (背信僧)                                                          | 30 октября, 2008 |
| 06 | At the End of the Dangerous Run «Yōsō no Hate» (妖走の果て)                                | 6 ноября, 2008   |
| 07 | The False Power of Words «Nisegotodama» (偽言魂)                                           | 13 ноября, 2008  |
| 08 | Serenity «Yasuragi» (安らぎ)                                                               | 20 ноября, 2008  |
| 09 | Set Your Heart Aflutter «Sono Mune ni Tokimeki wo» (その胸にトキメキを)                    | 27 ноября, 2008  |
| 10 | Stars on the Ground «Chi ni Hoshi» (地に星)                                                | 04 декабря, 2008 |
| 11 | One Night «Aru Yoru» (ある夜)                                                              | 11 декабря, 2008 |
| 12 | Dawn «Yoake» (夜明け)                                                                      | 18 декабря, 2008 |
| 13 | Funeral Program for a Contracted Monk «Keiyakusō Kokubetsushiki Shidai» (契約僧告別式次第) | 25 декабря, 2008 |

Второй сезон
| #  | Название                                                                   | Дата выхода      |
| -- | -------------------------------------------------------------------------- | ---------------- |
| 01 | Path of Light «Hikari no Michisuji» (光の道筋)                             | 1 января, 2009   |
| 02 | My Enemy «Waga Teki» (我が敵)                                              | 8 января, 2009   |
| 03 | Beloved Aberration «Itoshiki Igyō» (愛しき異形)                            | 15 января, 2009  |
| 04 | Itsuki's Form «Itsuki no Katachi» (異月の貌)                               | 22 января, 2009  |
| 05 | Nature and Regrets «Saga to Miren» (性と未練)                              | 29 января, 2009  |
| 06 | Monster Named Happiness «Kōfuku to Iu Kaibutsu» (幸福という怪物)           | 5 февраля, 2009  |
| 07 | Mundane Wish «Arifureta Nozomi» (ありふれた望み)                           | 12 февраля, 2009 |
| 08 | My Mother Is Immoral «Waga Haha wa Kegare Tamaishi» (我が母は穢れたまいし) | 26 февраля, 2009 |
| 09 | The Value of the Living «Shōja no Kachi» (生者の価値)                      | 5 марта, 2009    |
| 10 | To the Other Side of Hell «Jigoku no Saki e» (地獄の先へ)                  | 12 марта, 2009   |
| 11 | One Hundred and Eight Lies «Hyakuhachi no Uso» (一〇八の嘘)                | 19 марта, 2009   |
| 12 | Beyond the Dead «Kabane no Hate» (屍の果て)                                | 26 марта, 2009   |
| 13 | Even So, As a Human «soredemo, hito toshite» (それでも、人として)          | 5 августа, 2009  |